# Alcatel Mobile
Alcatel (раніше Alcatel Mobile Phones і Alcatel OneTouch) (стилізований під ɑlcɑtel з 2016 року, раніше ALCATEL) — французька марка мобільних телефонів, що належить фінській компанії Nokia та використовується за ліцензією китайською компанією TCL Technology. Торгова марка Alcatel був ліцензований TCL для мобільних телефонів й інших пристроїв, у 2005 році колишньою французькою компанією, виробника електроніки та телекомунікаційного обладнання Alcatel-Lucent, а чинна ліцензія закінчується в кінці 2024 року. Nokia придбала активи Alcatel-Lucent у 2016 році і, таким чином, також успадкувала ліцензійні угоди для бренду Alcatel.

## Історія

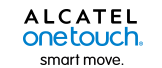
Колишній логотип Alcatel OneTouch

Alcatel Mobile Phones було створено 24 квітня 2004 року як спільне підприємство між Alcatel-Lucent (45 %) і TCL Corporation (55 %). Компанія Alcatel спочатку розпочала виробництво мобільних телефонів наприкінці 1996 року.
У 2005 році спільне підприємство було розпущено, і TCL придбала 45-відсоткову частку Alcatel-Lucent, а Alcatel Mobile Phones стала дочірньою групою TCL, яка належила повністю. Назва бренду була ліцензована TCL.
У 2010 році Alcatel OneTouch став корпоративним брендом. У лютому 2016 року його було змінено на просто Alcatel і був представлений новий логотип.

### Структура компанії
TCL Mobile Limited (попередня назва: T&A Mobile Phones Limited) є членом компанії TCL Communication, що котирується на Гонконгській фондовій біржі (HKSE: 2618), яка була заснована у серпні 2004 року TCL Communication та Alcatel. TCL Mobile Limited керує трьома бізнес-підрозділами: Alcatel, TCL Mobile Phones і Brand Design Lab. TCL Communication також була розробником пристроїв BlackBerry з 2016 по 2020 рік, коли закінчився термін дії контракту з BlackBerry.

## Нагороди
У 2012 році Alcatel отримав нагороду International Forum Design iF Design Award за свої моделі OneTouch 818 і OneTouch 355 Play.

## Модельний ряд
Першим телефоном Alcatel був Alcatel OT Easy HF, випущений у 1998 році. Час роботи від акумулятора в режимі очікування становив до 140 годин.
2014: Був випущений Alcatel OneTouch Pop 7.
2015: Випущено Alcatel OneTouch Pop Fit. Pop Fit можна зав'язати на зап'ясті.
2016: Було декілька випусків: Alcatel Idol 4s, Pop 4, Pop 4+, Pop 4s, і Pop 7 LTE.
2017: Під час Mobile World Congress (MWC) у Барселоні, TCL випустила Alcatel A5 LED, нібито перший смартфон Android з «інтерактивним світлодіодним покриттям». 10 листопада компанія випустила Alcatel A5 LED і Alcatel A7 в Індії.
2018: Оскільки на момент 2018 року, попит зростав на сімейні планшети, сумісні з клавіатурами, TCL Communication представив планшет Alcatel 3T 8".
2019: TCL Communication представила смартфони Alcatel 3, Alcatel 3L і Alcatel 1S, а також планшет Alcatel 3T 10 на Mobile World Congress 2019.

### Галерея

#### Перші пристрої

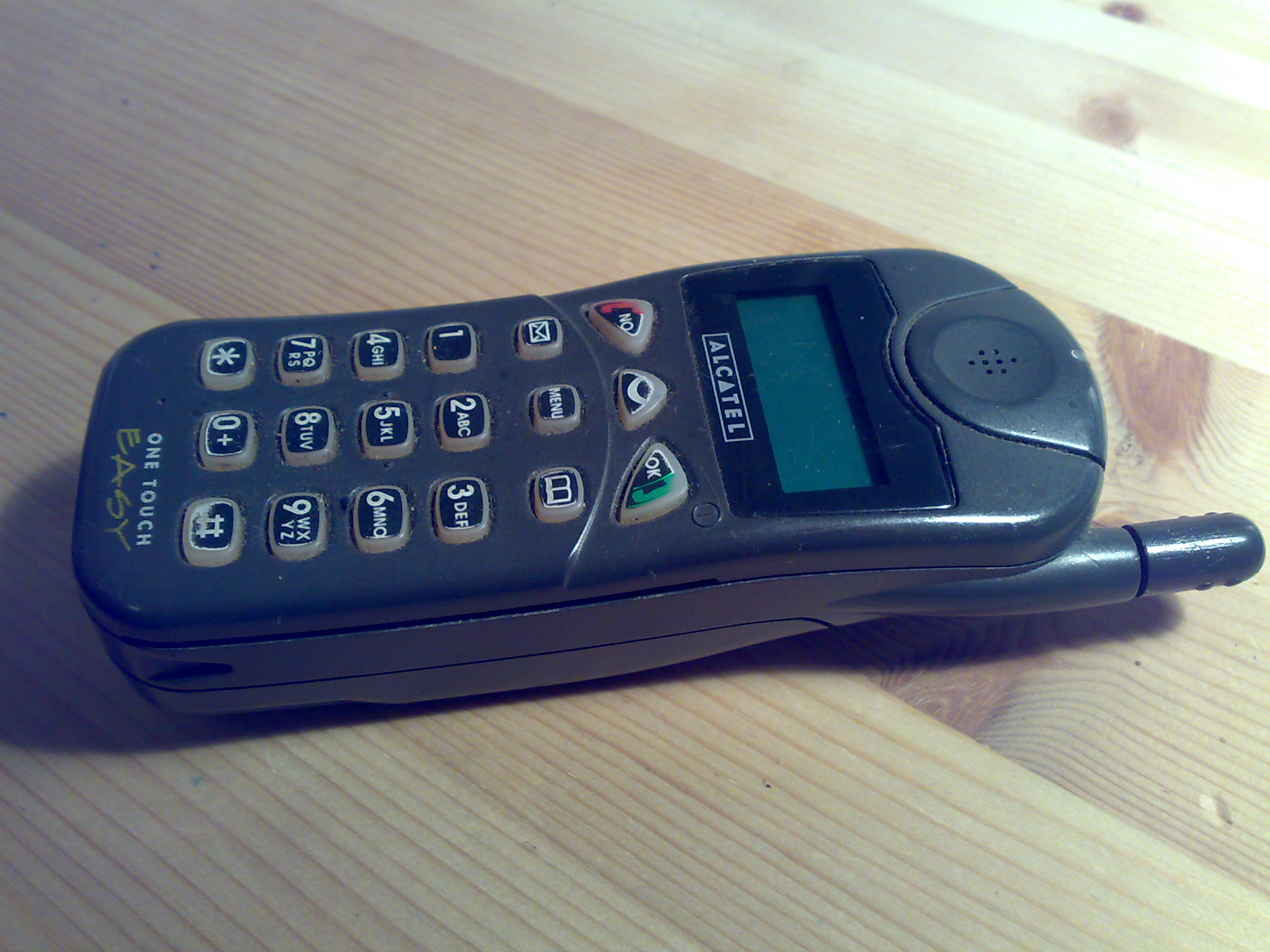
Alcatel OneTouch Easy HD1 (1997)
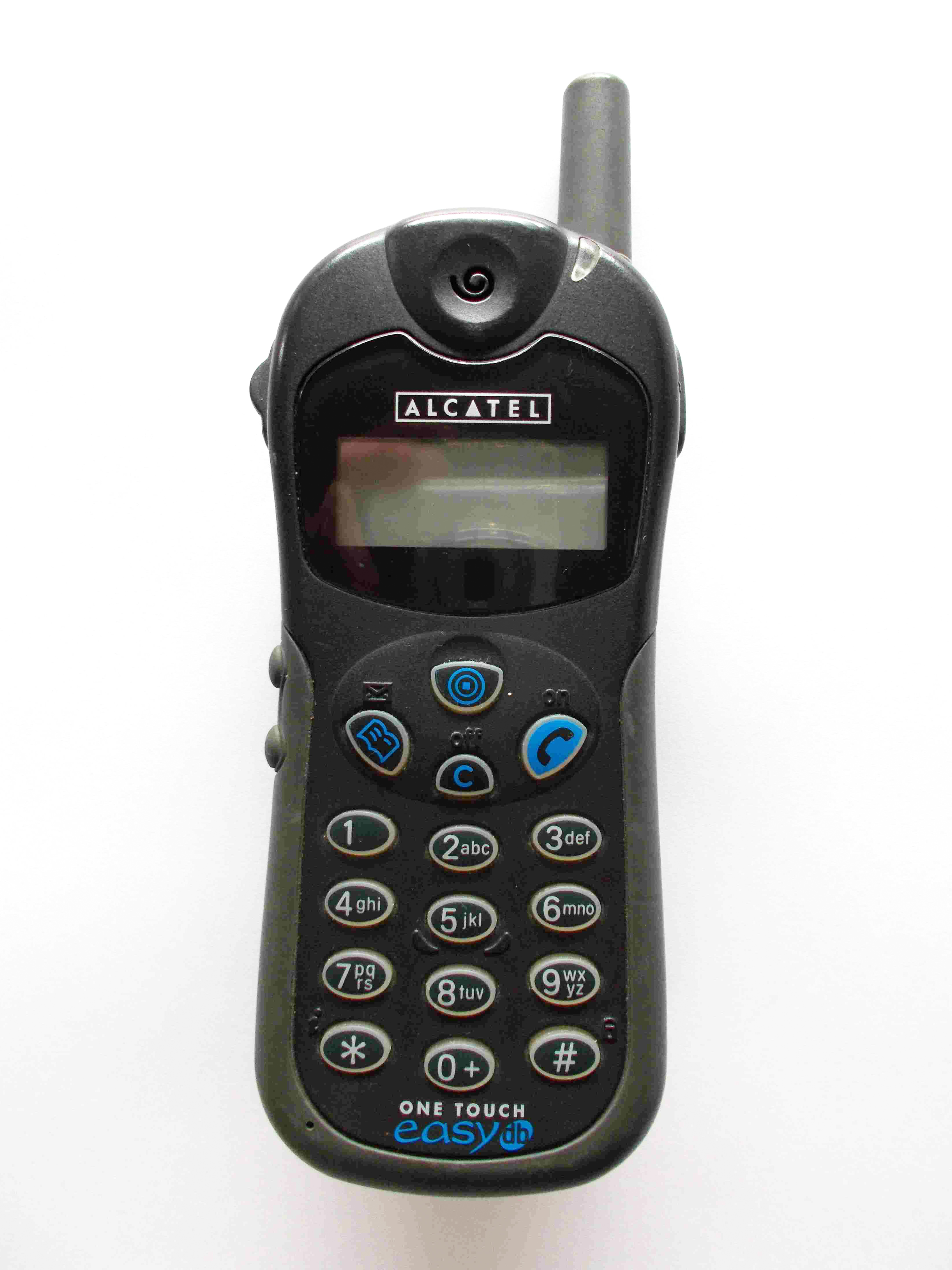
Alcatel OneTouch Easy DB (1999)
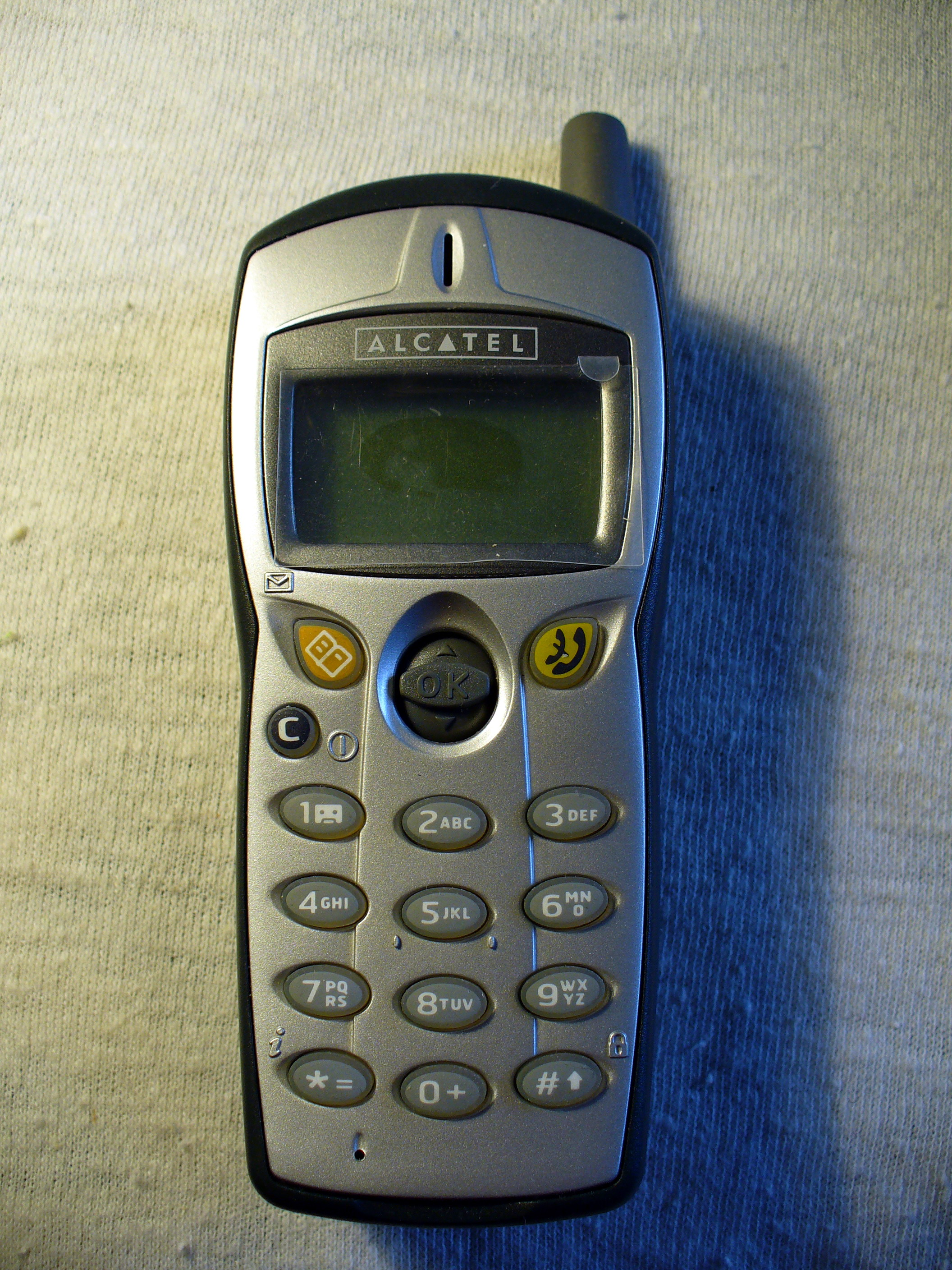
Alcatel OT 302 (2000)
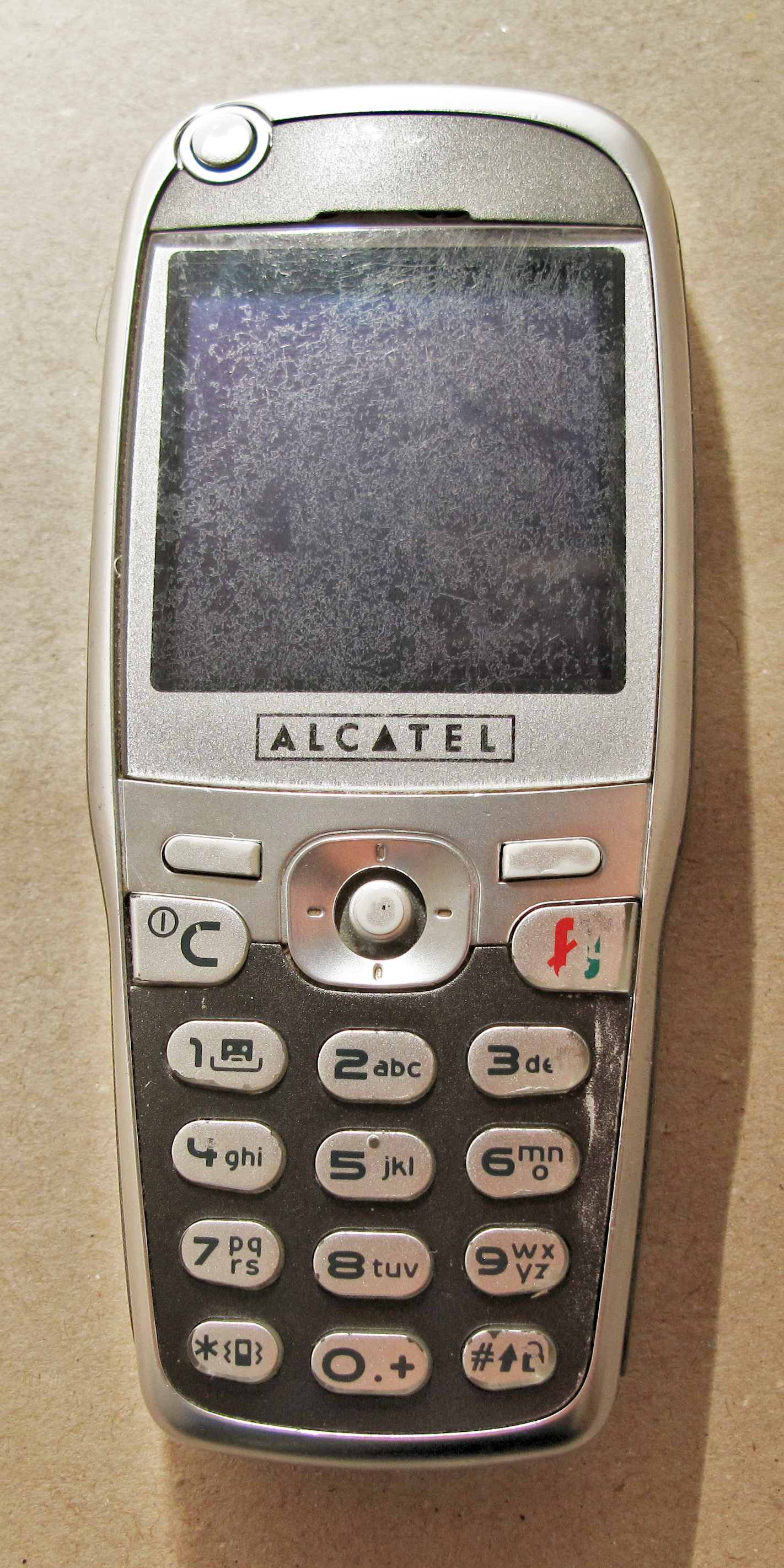
Alcatel OneTouch 535 (2003)
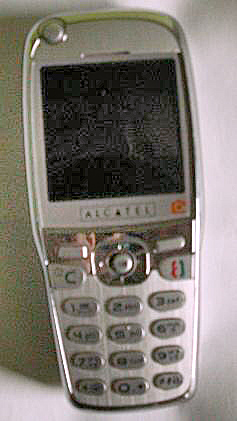
Alcatel OT 735 (2003)

#### 2005— дотепер

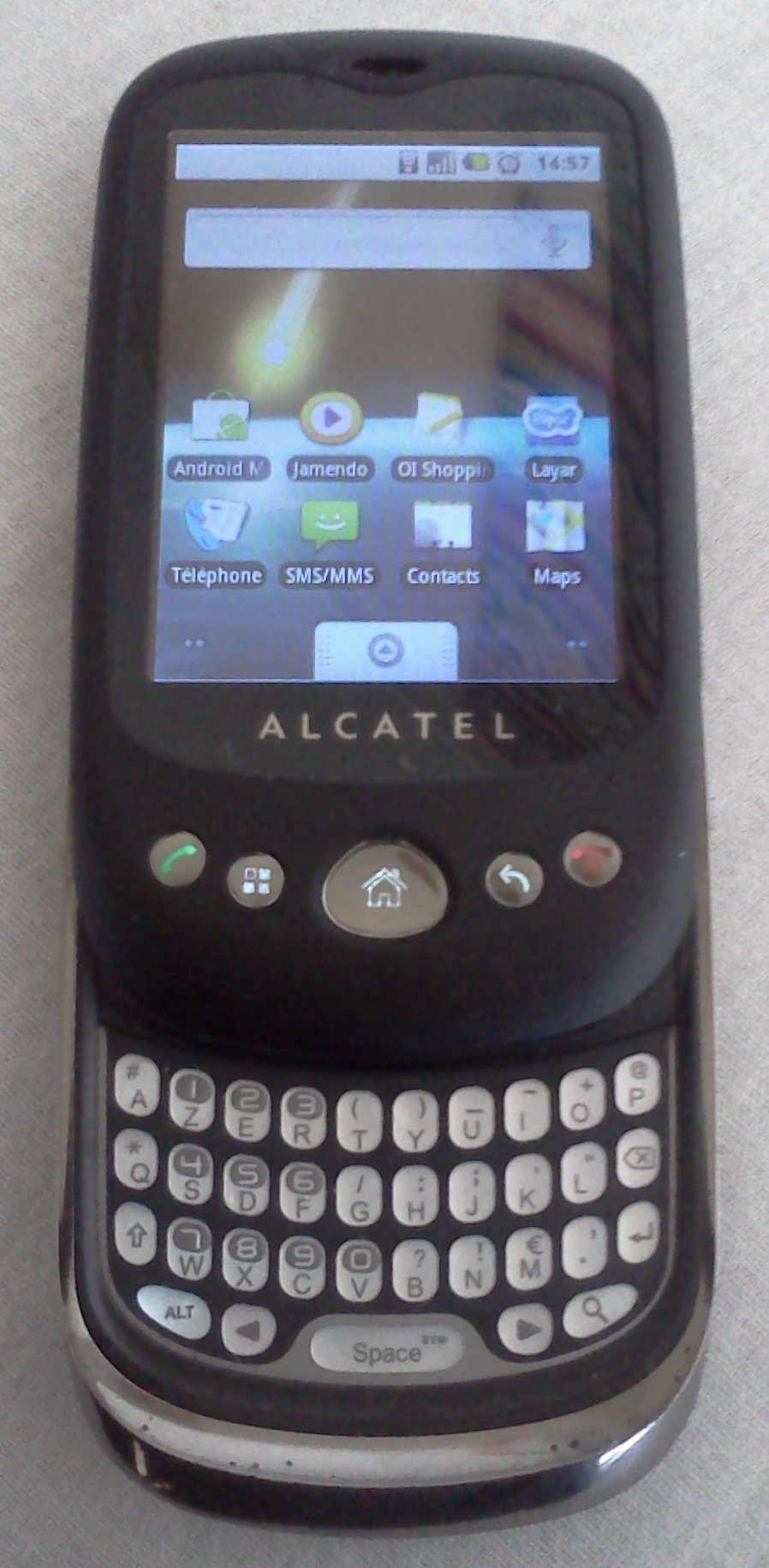
Alcatel OT 980 (2010)
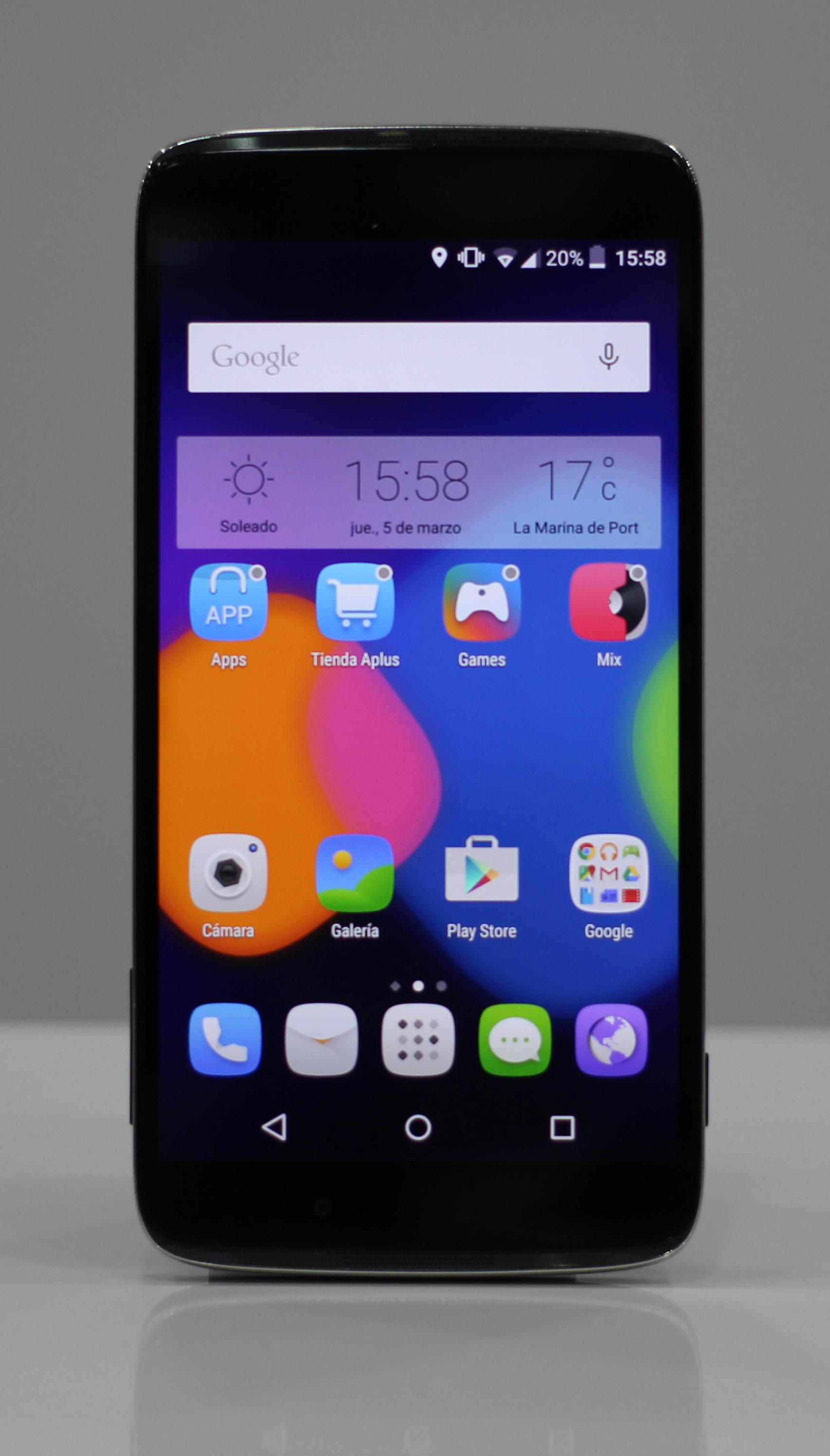
Alcatel OneTouch Idol 3 (2015)
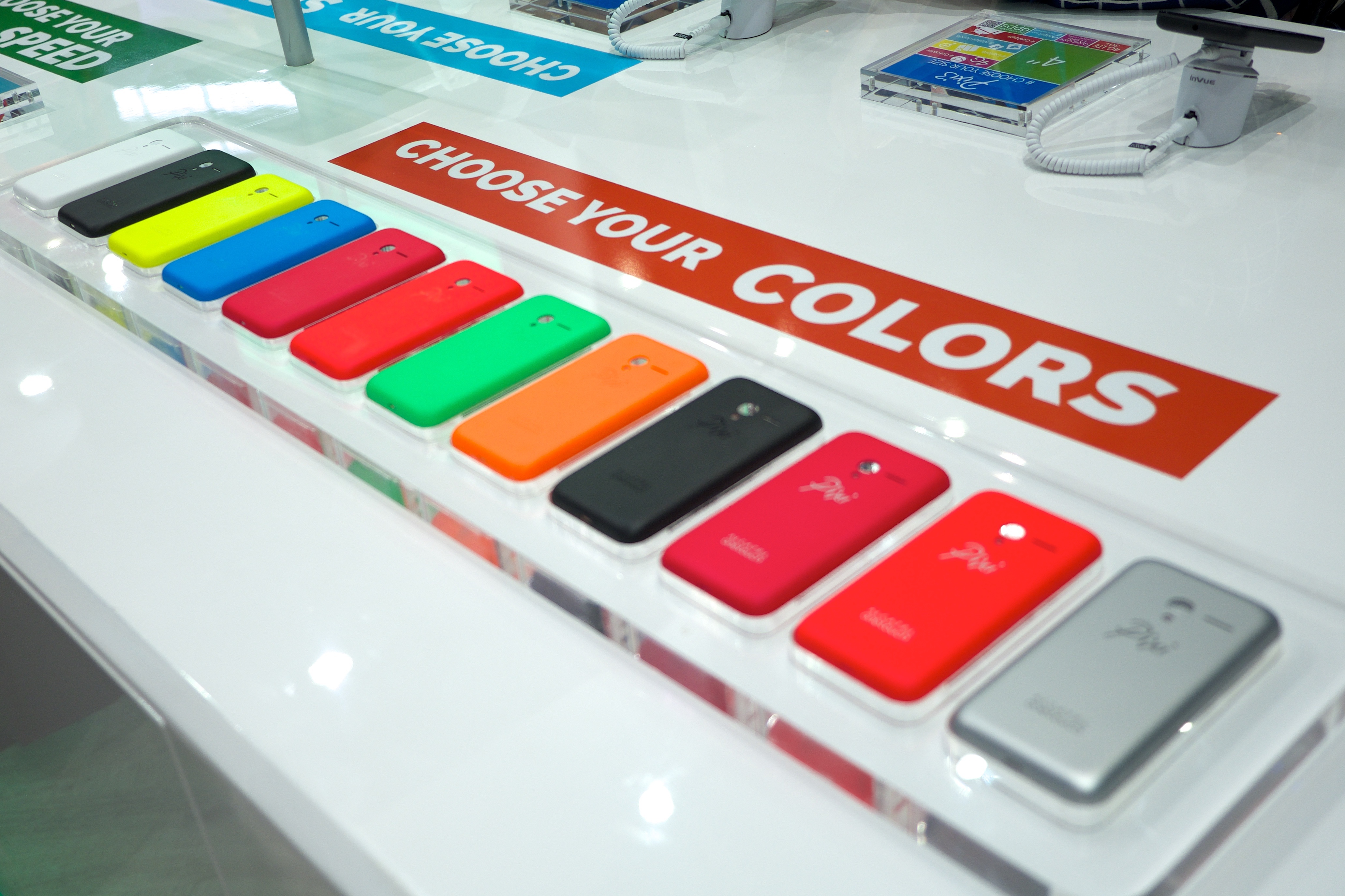
Alcatel OneTouch Pixi 3 (2015)
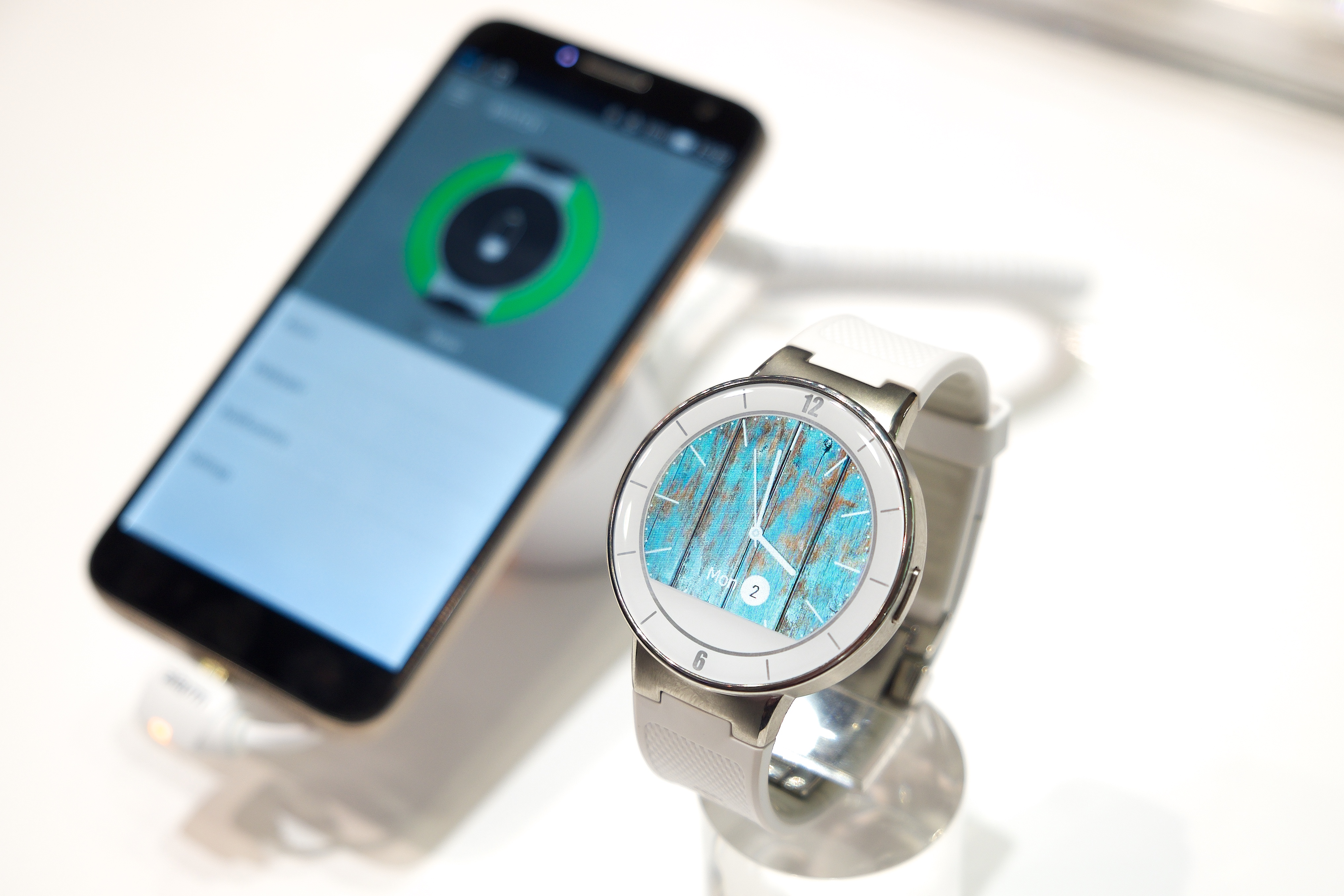
Alcatel Watch (2015)
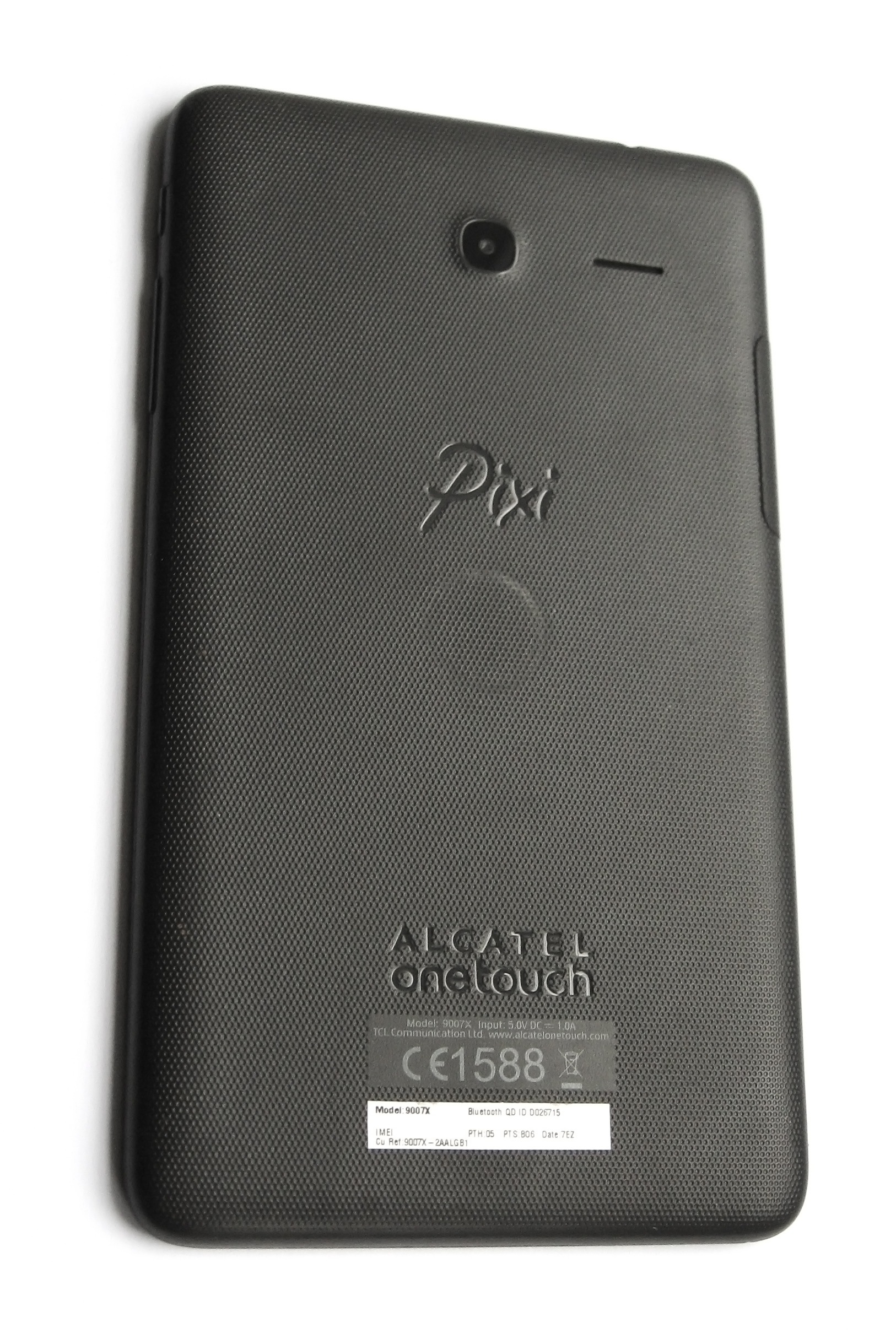
Планшет Alcatel OneTouch Pixi 3 (7) (задня частина; 2015)
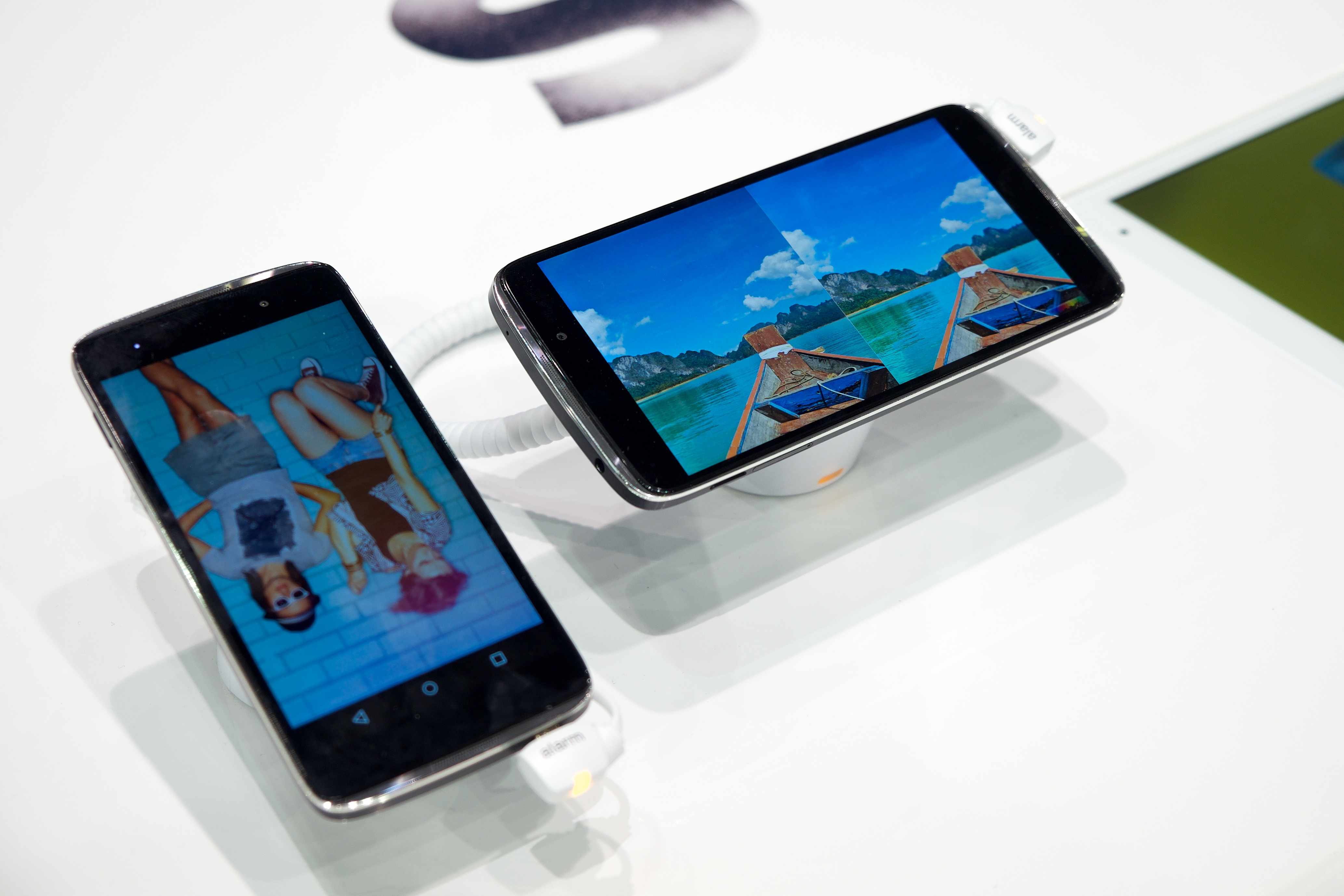
Alcatel Idol 3 (2015)
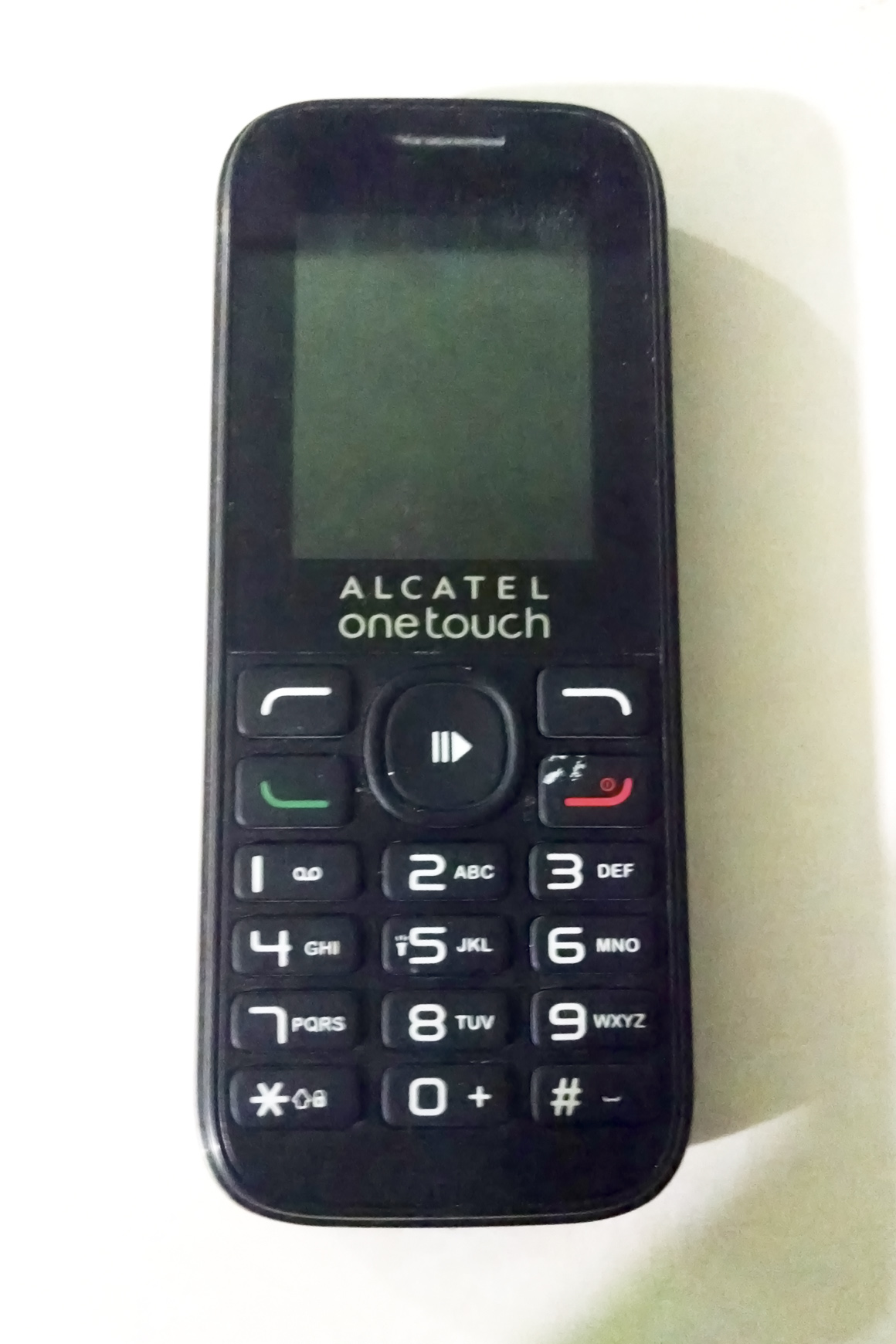
Alcatel OneTouch 1050 (2016)
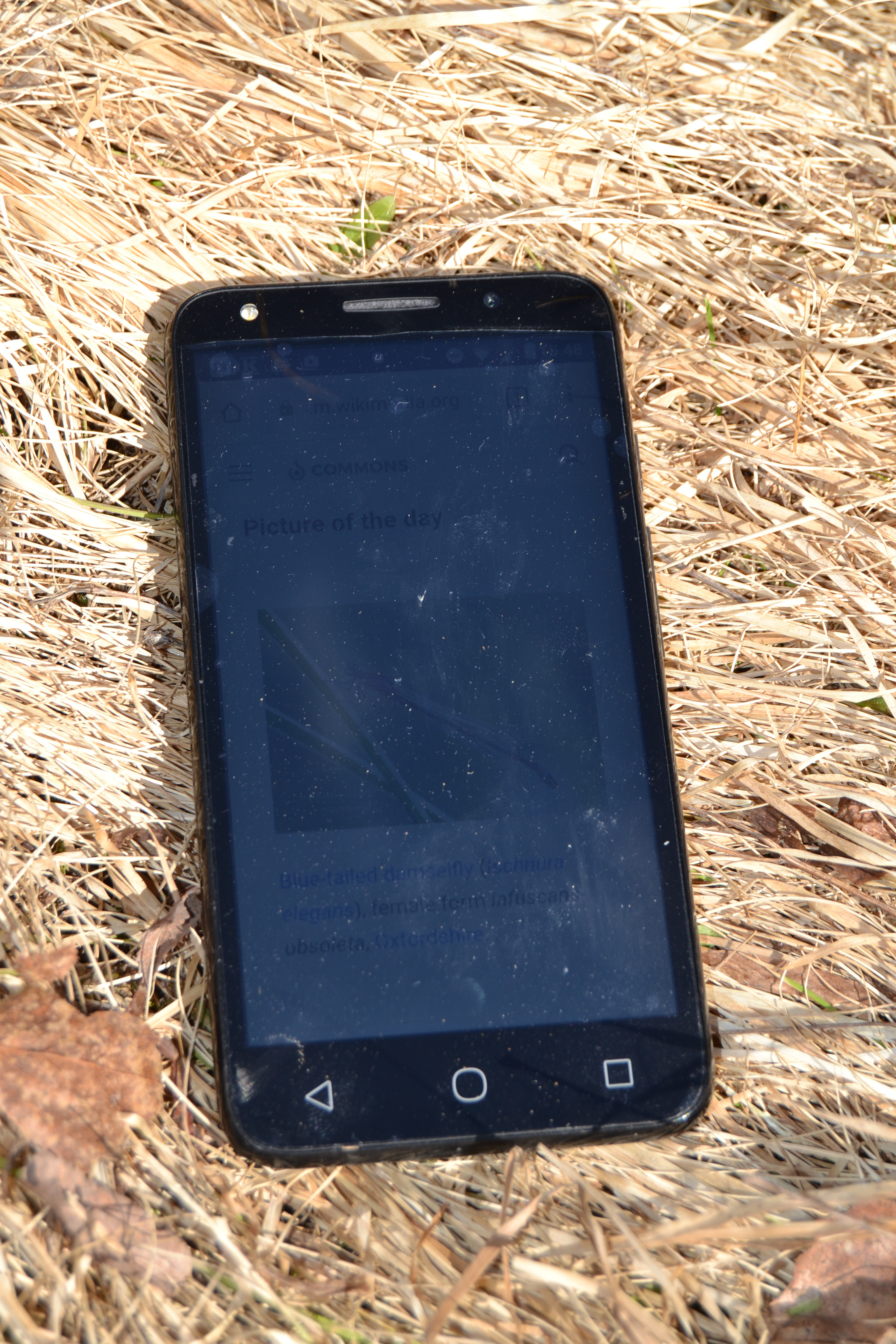
Alcatel OneTouch Pixi 4 (2016)
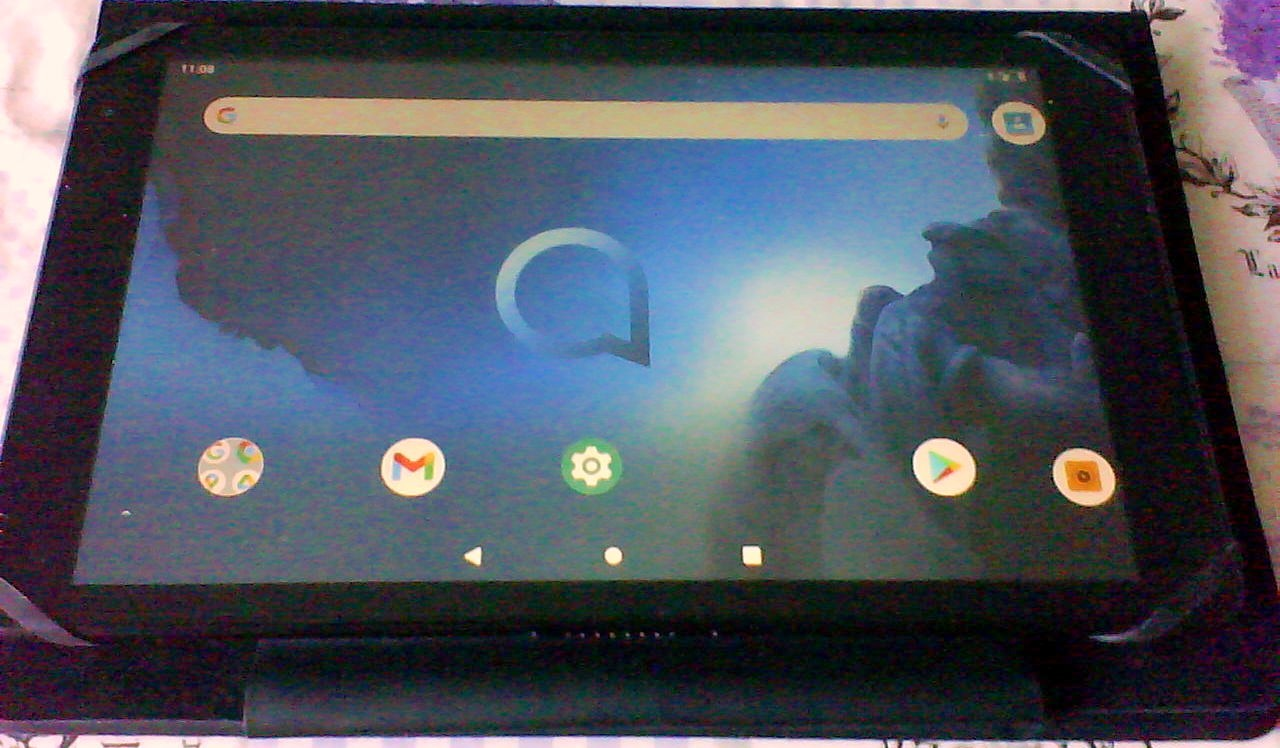
Tablet 3T 10" (2019)